# Permanent
Permanent (с англ. — «Вечно») — альбом-компиляция британской рок-группы Joy Division, вышедший в 1995 году.

## Об альбоме
Пластинка является первым сборником «лучшего» из творчества группы и содержит их все известные песни, а также ремикс на «Love Will Tear Us Apart» (добавлена лишь акустическая гитара, и модифицированы каналы). В британском хит-параде альбом занял 16-е место. Название альбома отсылает к строчке из песни «Twenty Four Hours» («So this is permanent, love’s shattered pride»).
Сборник как и «The Best Of» New Order были выпущены в рамках маркетинговой кампании London Records (концерн Warner). Критики и поклонники группы прохладно относятся к «Permanent»: ничего нового альбом не представлял, а выбор песен во многом субъективен.

## Обложка
Обложка альбома оформлена дизайнерской фирмой Питера Сэвилла. Во внутреннем развороте помещен текст Джона Сэвиджа.

## Список композиций
1. «Love Will Tear Us Apart» — 3:11
2. «Transmission» — 3:34
3. «She’s Lost Control» — 3:58
4. «Shadowplay» — 3:53
5. «Day Of The Lords» — 4:45
6. «Isolation» — 2:53
7. «Passover» — 4:44
8. «Heart And Soul» — 5:48
9. «Twenty Four Hours» — 4:26
10. «These Days» — 3:27
11. «Novelty» — 4:00
12. «Dead Souls» — 4:53
13. «The Only Mistake» — 4:13
14. «Something Must Break» — 2:52
15. «Atmosphere» — 4:10
16. «Love Will Tear Us Apart» (Permanent Mix) — 3:37

## Альбомные синглы
- «Love Will Tear Us Apart '95» (июнь 1995)